# Phobetron pithecium
Phobetron pithecium (лат.) — вид бабочек рода Phobetron из семейства слизневидок (Limacodidae). Ареалом проживания является Северная Америка: Канада (Квебек), восток США (от Флориды и атлантического побережья на запад до Арканзаса, Миссисипи и Небраски).

## Описание
Мелкие бабочки с широкими крыльями, размах которых варьирует от 20 до 28 мм (коричневые с жёлтыми и серовато-серебристыми отметинами), длина гусениц до 25 мм (окраска варьирует, главным образом, коричневые, волосатые). У гусениц широкое уплощённое тело с выростами (несколько пар, 3-я, 5-я и 7-я пары длинные, остальные короткие); брюшные ноги редуцированы, развиты присоски, при движении напоминают слизней. Имаго отмечены с мая по октябрь, гусеницы — с июля по октябрь. Вид был впервые описан в 1797 году английским биологом Джеймсом Эдвардом Смитом (Sir James Edward Smith, 1759—1828) под первоначальным названием Phalaena pithecium J.E. Smith 1797.
Имаго самок этих бабочек мимикрируют под пчёл, а самцы сходны с осами. Гусеницы питаются на широколиственных деревьях и кустарниках, включая такие виды как берёза, вишня, гикори, грецкий орех, дуб, ива, каштан, кизил, хурма, яблоня, ясень.